# Tadzjikiska ASSR
Tadzjikiska autonoma sovjetiska socialistiska republiken (Tadzjikiska ASSR) (Ryska: Таджикская Автономная Социалистическая Советская Республика, Tadzjikiska: Республикаи Автономии Советии Социалистии Точикистон) var en självstyrande republik inom Uzbekiska SSR i Sovjetunionen som existerande mellan 1924 och 1929, då Tadzjikiska ASSR blev en egen sovjetrepublik. Tadzjikiska ASSR skapades 1924 under den nationella avgränsningen i Sovjetunionen, då de dåvarande sovjetrepublikerna i Centralasien, Turkestanska ASSR, Buchara SSR och Khorezm SSR, delades upp och blev nya sovjetrepubliker döpta efter de etniska folkgrupper som var bosatta i Centralasien: Uzbekiska SSR, Turkmenska SSR, Tadzjikiska ASSR (som en del av Uzbekiska SSR), Karakirgiziska AO, (som en del av Ryska SFSR) och Karalkalpakiska AO (då en del av Kazakiska SSR).

## Historia
Tadzjikiska ASSR:s huvudstad var Dusjanbe. I oktober 1929 under ledarskap av Sjirinsjo Sjotemur omvandlades Tadzjikiska ASSR till en fullvärdig sovjetrepublik, Tadzjikiska SSR, som också tillfördes området runt Chudzjand (idag Sughd). Dusjanbe döptes då även om till Stalinabad, till Josef Stalins ära.

## Kollektivisering och industrialisering
Precis som i alla andra sovjetrepubliker startade processen med kollektivisering och industrialisering 1927 i Tadzjikiska SSR, och fortsatte till 1930. Terror användes ofta för att tvinga in bönder i kollektivisering. Detta ledde till starkt motstånd mot regeringen efter att ha upphöjts till en sovjetrepublik åren 1930-1936.